# День святого Патрика

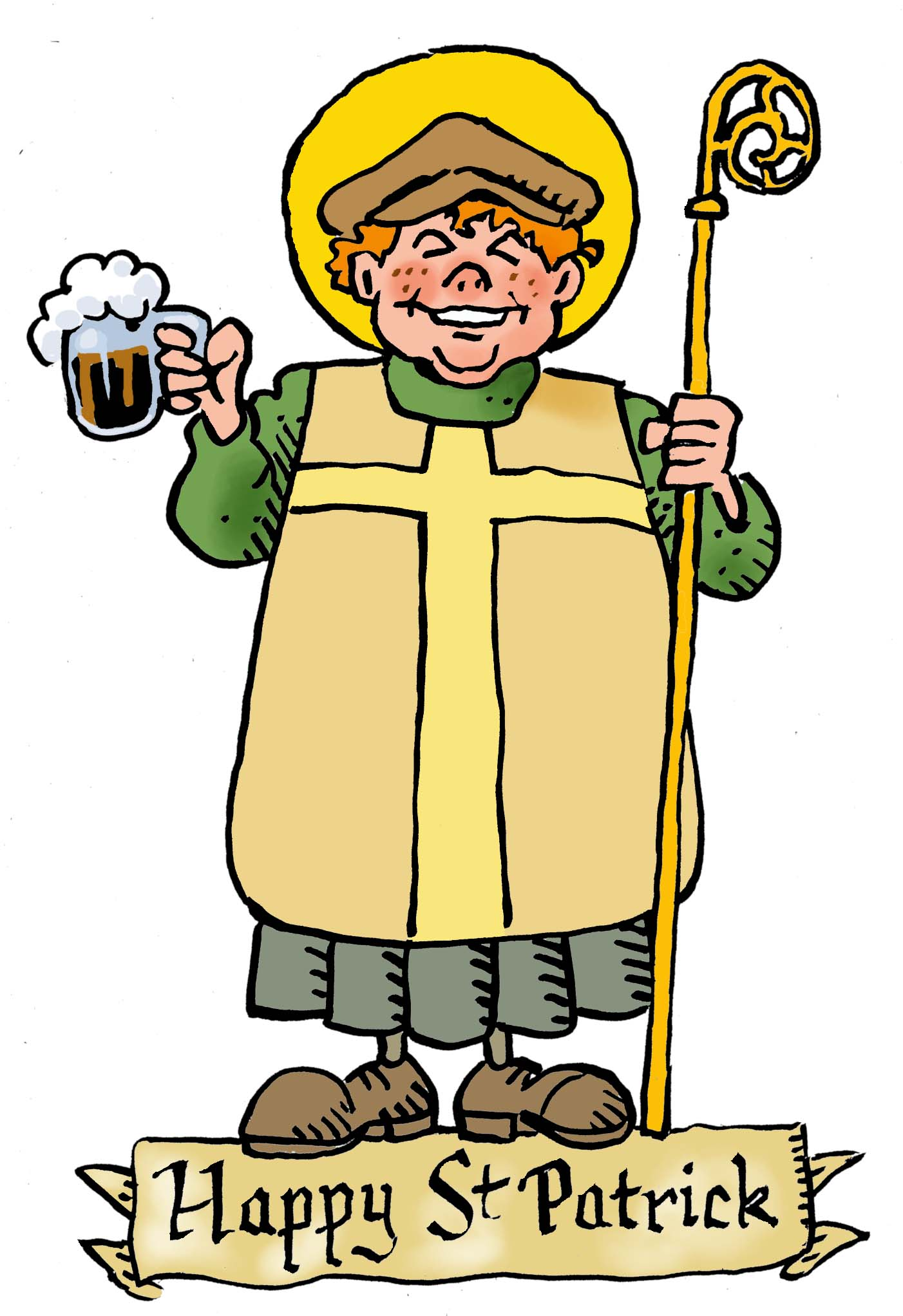
Святой Патрик, держащий в руках кружку пива и посох

День святого Патрика (ирл. Lá ’le Pádraig или Lá Fhéile Pádraig) — культурный и религиозный праздник, который отмечается ежегодно 17 марта, в день смерти небесного покровителя Ирландии святого Патрика (около 385—461 н. э.).
День святого Патрика был провозглашён христианским праздником в начале XVII века и отмечается католической церковью, Русской православной церковью (почитается 30 марта; включён в месяцеслов 9 марта 2017 года), отдельными протестантскими церквями (англиканской, лютеранской и особенно церковью Ирландии). Этот день символизирует принятие христианства в Ирландии, а также является праздником культурного наследия Ирландии в целом. Торжества в День святого Патрика обычно включают парады и фестивали, исполнение танцев кейли и ношение зелёной одежды или трилистников. Христиане в этот день также посещают церковные службы. В этот день смягчаются ограничения, связанные с постом, и разрешается употребление алкоголя.
День святого Патрика является государственным праздником в Ирландии, Северной Ирландии, на острове Монтсеррат и в канадской провинции Ньюфаундленд и Лабрадор. В Канаде этот праздник лоббирует фирма Гиннесс. Он также широко отмечается ирландской диаспорой по всему миру, особенно в Великобритании, Канаде, США, Аргентине, Австралии и Новой Зеландии.

## Святой Патрик
О раннем периоде жизни Патрика сохранилось очень мало сведений. Точное время и место его рождения неизвестны, по-видимому, он родился в римской Британии в местечке под названием Bannaventa (таких поселений было несколько). В возрасте шестнадцати лет Патрик был похищен ирландскими разбойниками и доставлен в Ирландию в качестве раба. Согласно «Исповеди» (автобиографическому произведению Патрика, одному из немногих источников его биографических данных), в детстве и юношестве он не знал христианского бога, но за годы рабства обратился к нему, проводил дни и ночи в непрестанных молитвах, и через шесть лет «Голос в ночном видении» сказал ему: «Правильно делаешь, что постишься, ибо скоро вернёшься ты в родную сторону», и потом: «Пойди и взгляни — твой корабль ждёт тебя».
Впоследствии Патрик становится служителем церкви, вероятно, в Галлии получает сан диакона после обучения у святого Германа и готовится к тому, чтобы стать епископом. Известно, что немалую часть времени после возвращения и до вторичного отправления в Ирландию уже в епископском сане в 432 году он провёл вне Британии. Патрик прибывает в Ирландию не то в сане епископа в 431—432 году, не то по указанию явившегося ему ангела и развёртывает активную деятельность по христианизации страны. Анналы четырёх мастеров упоминают, что он основал 600 церквей (по другим источникам — церквей было 300), а принявших от него крещение ирландцев — более 120 000.

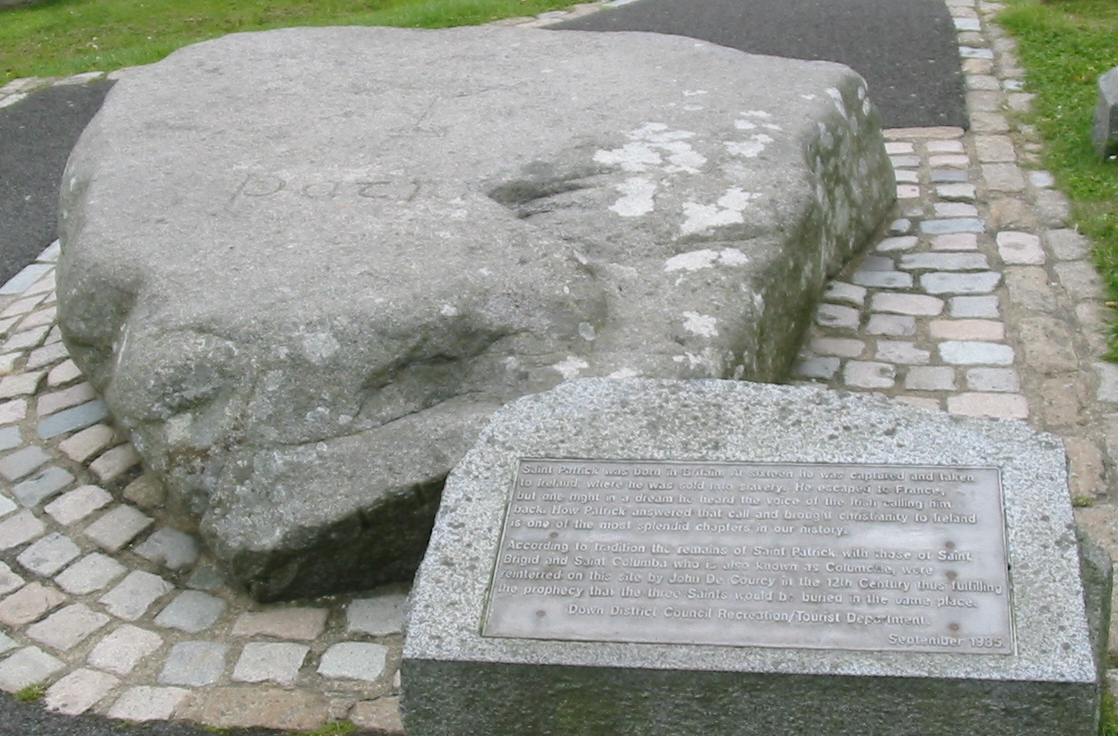
Предположительное место захоронения святого Патрика в Даунпатрике

День поминовения святого Патрика — 17 марта, но информация о годе его смерти расходится в зависимости от источника. Место кончины и захоронения святого также достоверно неизвестны, однако считается, что он похоронен в Даунпатрике (по другим традиционным преданиям — в Соуле или Арме). По легенде, для выбора места в повозку с телом святого были впряжены два неукрощённых быка, и захоронение должно было случиться там, где они остановятся.

## Традиции праздника
В ходе празднования с 1762 года (в Нью-Йорке) (или с 1737 года, в Бостоне) устраиваются парады (в том числе в Москве с 1992 года, как официальные, так и неофициальные), принято носить зелёную одежду (в Чикаго даже реку красят в зелёный цвет), хотя изначально, до XVIII века (в том числе до того, как во время восстания 1798 года ирландские солдаты не надели для привлечения внимания зелёную униформу), цветом, ассоциируемым с Патриком, был синий. В этот день устраиваются музыкальные и пивные вечеринки, хотя ранее во всей Ирландии в этот день закрывались все пабы.
Официальным символом праздника является Трилистник — представляет собой графическое изображение трёхпластинчатого листа клевера, а также лепреконы и ирландские флаги.

## Празднование по странам

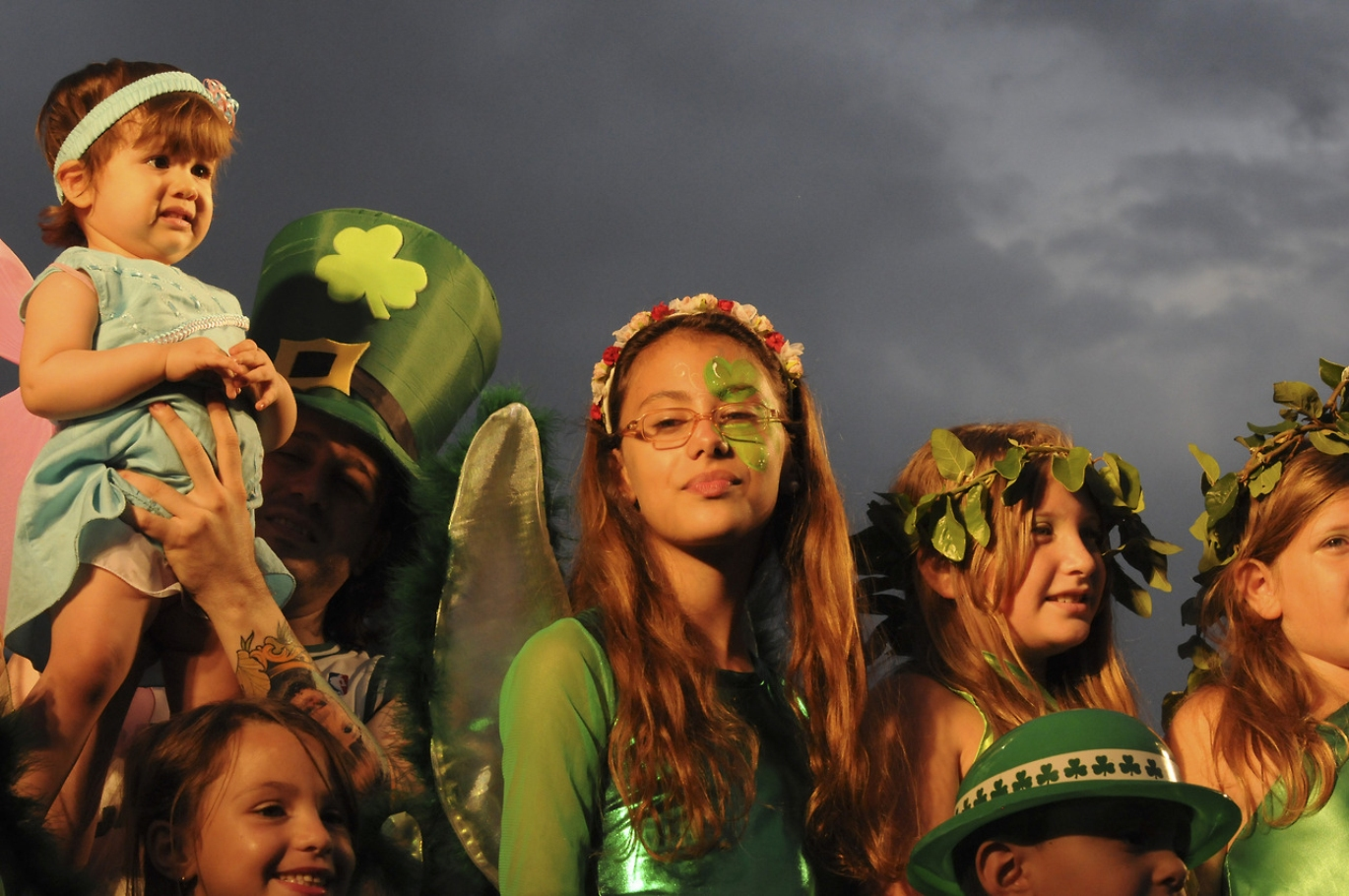
Парад в Буэнос-Айресе

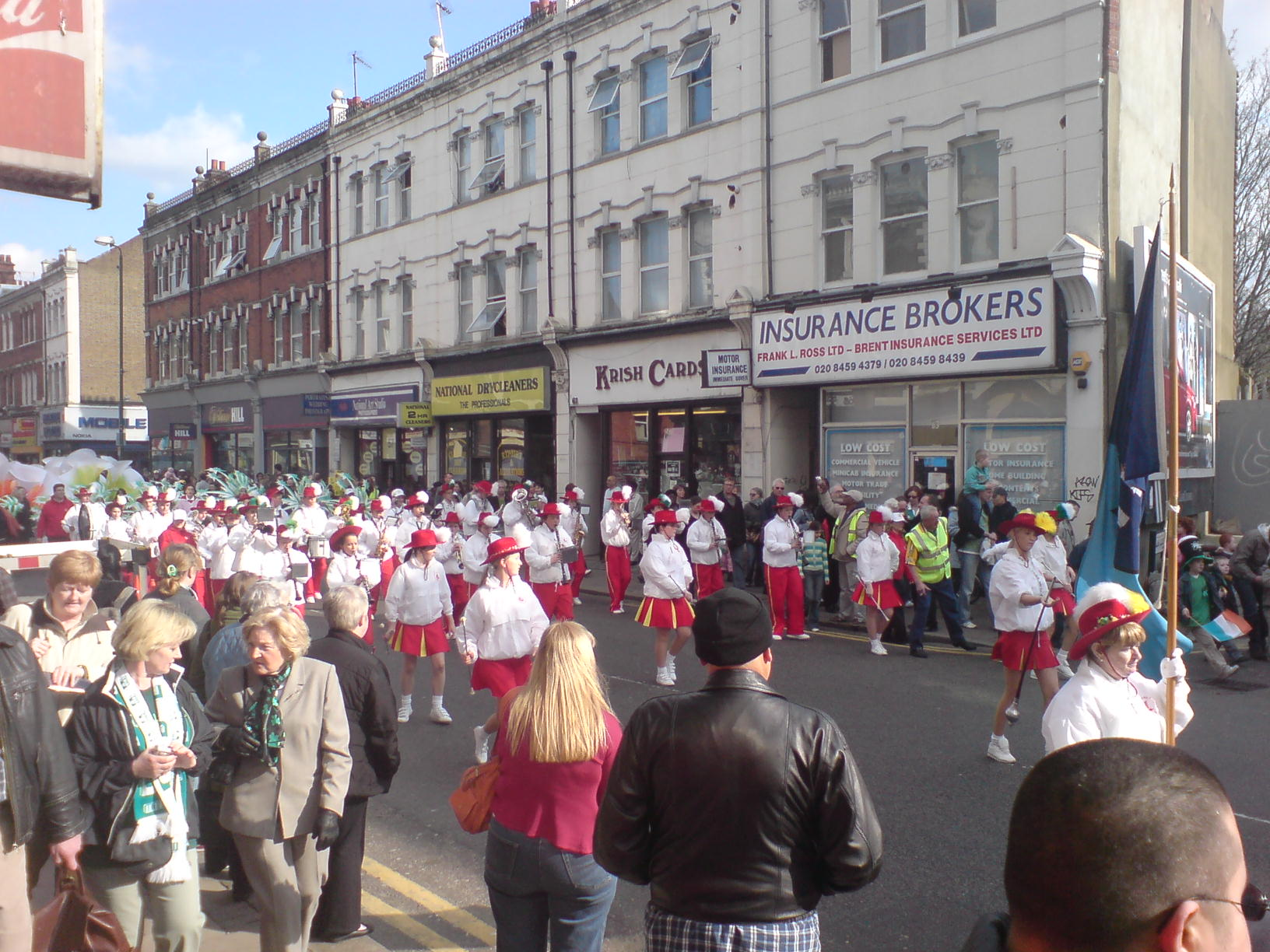
Парад в Лондоне, 2007

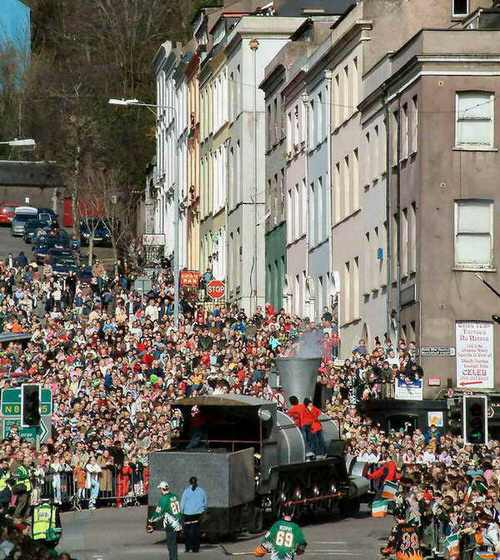
Празднование Дня святого Патрика в городе Корк, Ирландия

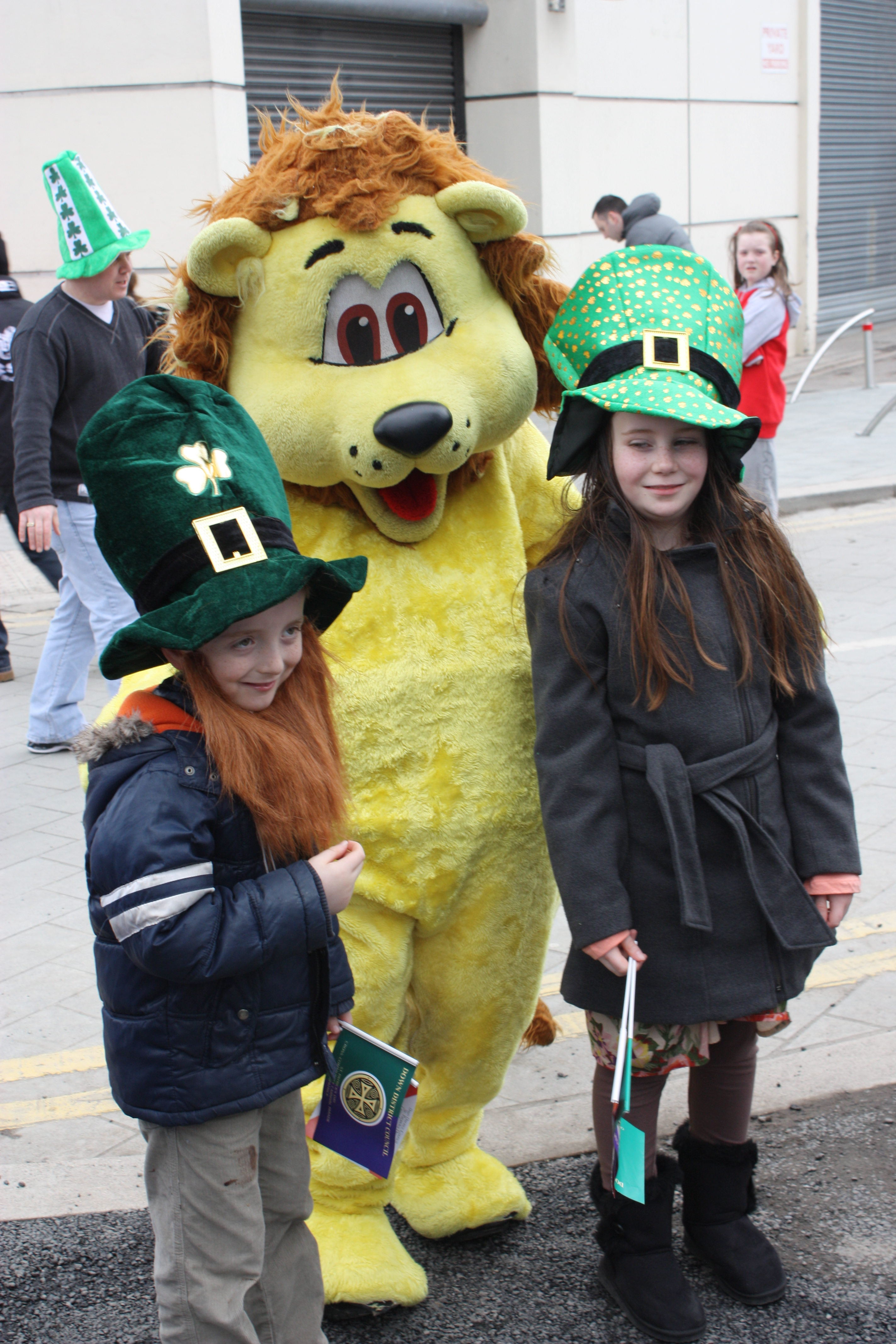
Празднование в Даунпатрике, 2011

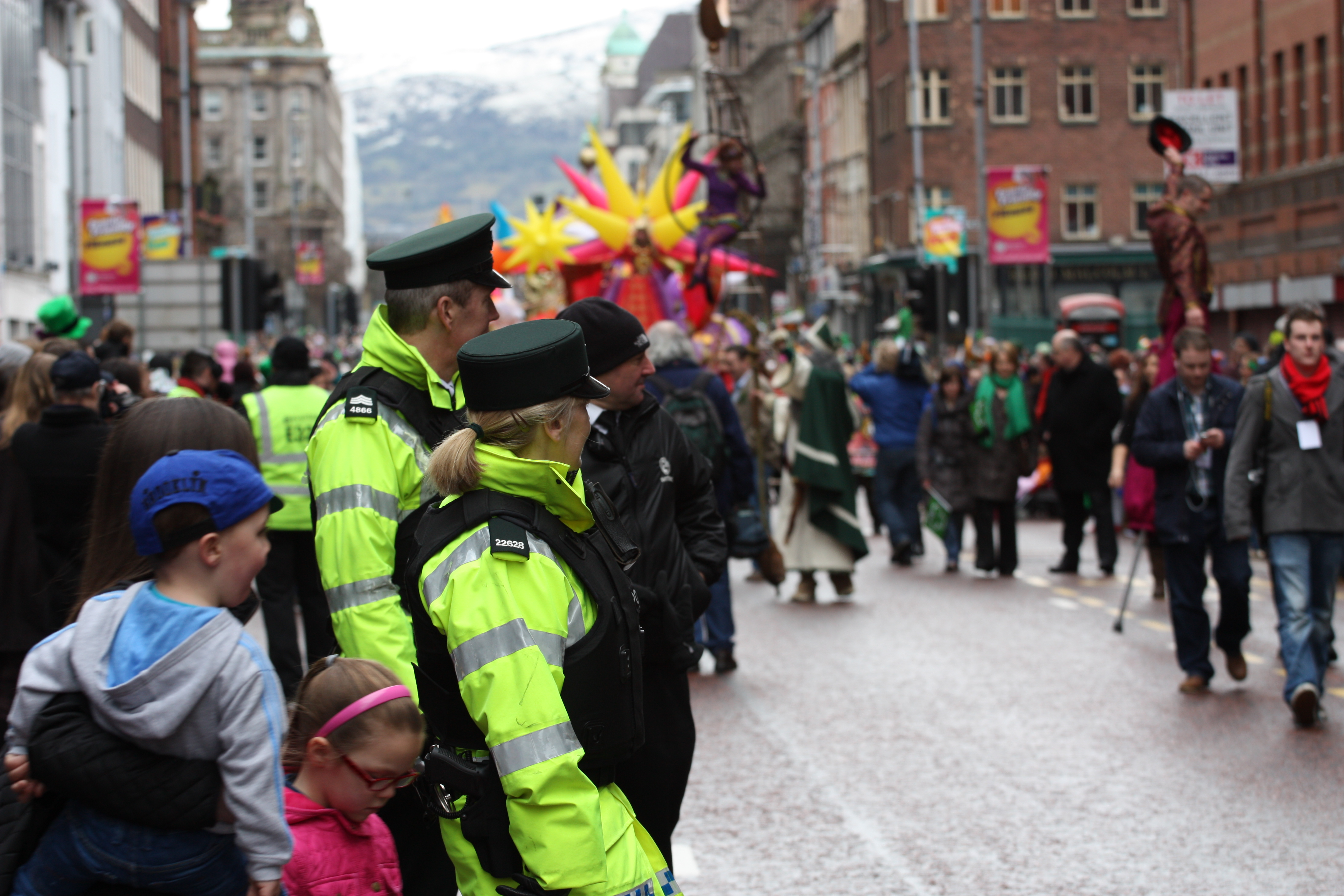
День святого Патрика в Белфасте, 2013

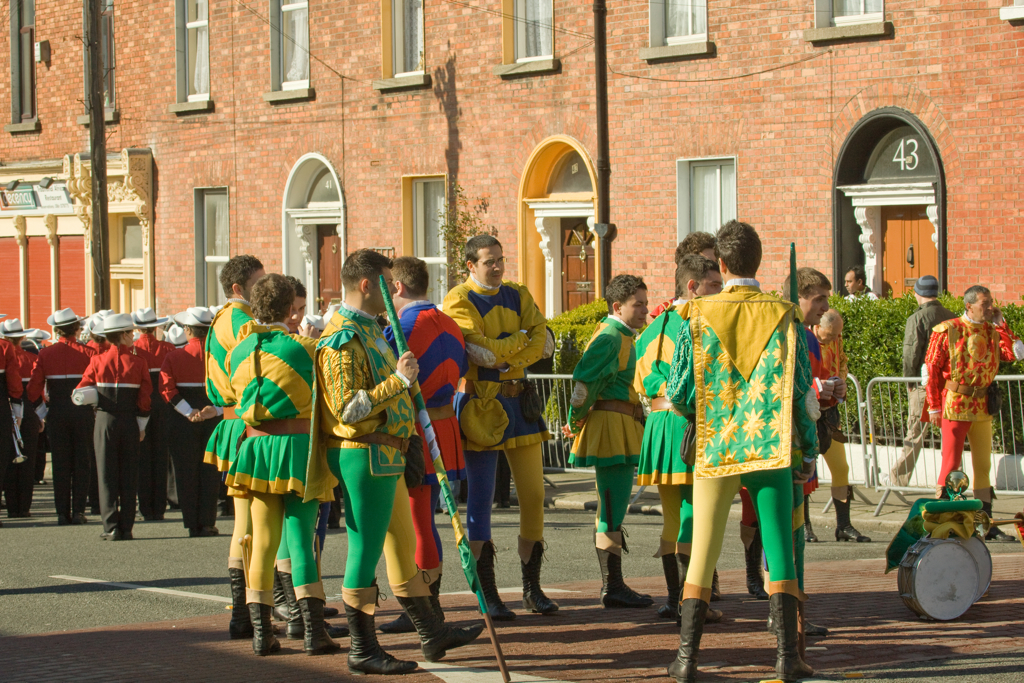
Фестиваль в Ирландии, 2008

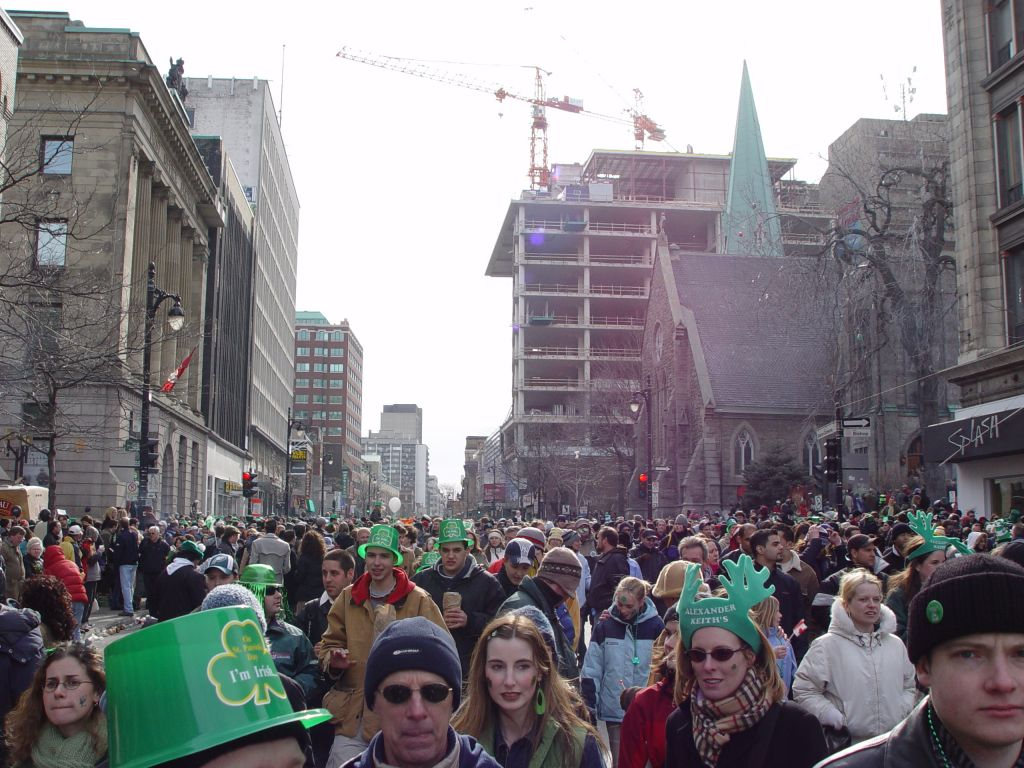
Парад в Монреале

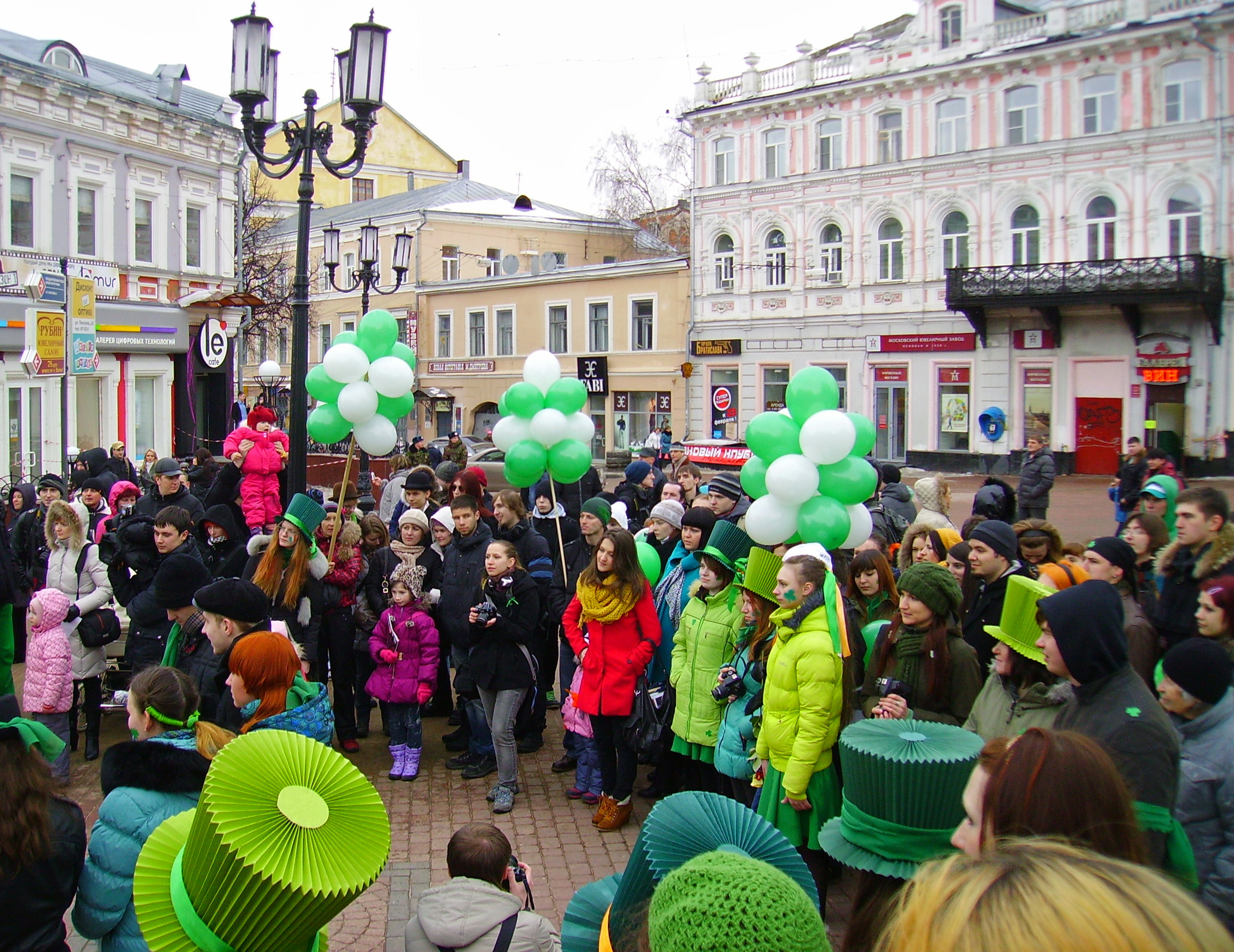
День святого Патрика в Нижнем Новгороде, 2013

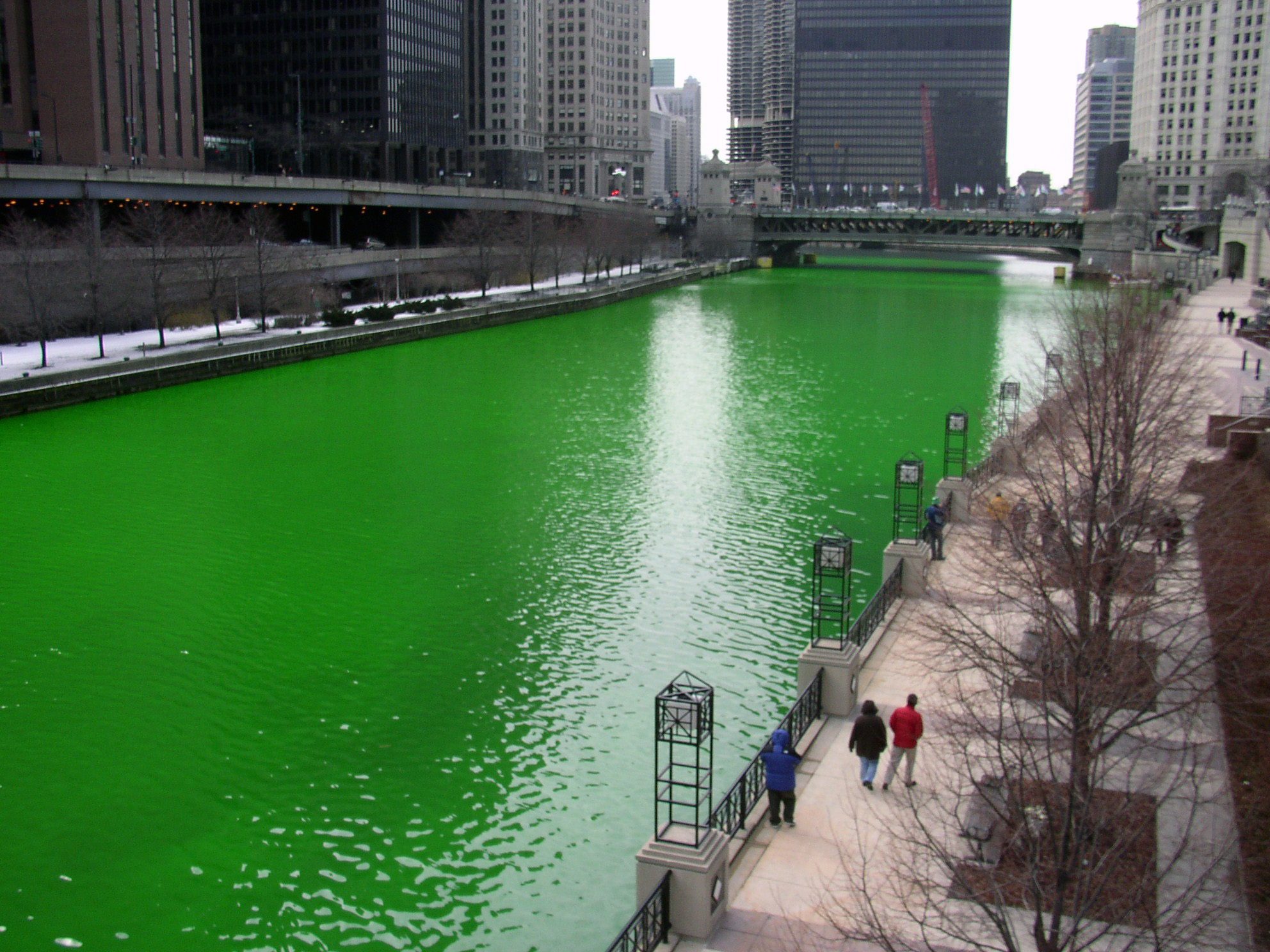
Реку Чикаго в День святого Патрика окрашивают в зелёный цвет

### Аргентина
В Буэнос-Айресе празднование проходит в центре города, на улице Реконкисты, где есть несколько ирландских пабов. В 2006 году в торжествах по случаю Дня святого Патрика приняло участие около 50 тысяч человек. При этом ни католическая церковь, ни ирландская диаспора Аргентины (пятая по величине в мире за пределами Ирландии), не принимали участия в организации празднования.

### Великобритания
В Лондоне с 2002 года ежегодно проводится парад в честь Дня святого Патрика, который проходит в ближайший к 17 марта уикенд, как правило, на Трафальгарской площади. В 2008 году на День святого Патрика вода в фонтанах Трафальгарской площади была окрашена в зелёный цвет.
Челтнемский фестиваль, который проходит в Челтнеме, как правило, совпадает с Днём Святого Патрика и привлекает большое количество как жителей Великобритании, так и ирландцев.
В Бирмингеме в День святого Патрика проводится парад, проходящий через центр города по маршруту протяжённостью 3 километра. Организаторы описывают его как третий в мире по числу участников парад в честь Дня святого Патрика, после Дублина и Нью-Йорка.
Ливерпуль и шотландский город Котбридж, как города со значительной ирландской диаспорой также имеют традиции празднования Дня святого Патрика с разнообразными культурными мероприятиями и парадом.
В Манчестере в течение нескольких недель перед Днём святого Патрика проходит двухнедельный ирландский фестиваль, включающий в себя работу ирландского рынка, парад, а также большое количество культурных и учебных мероприятий.
В Глазго парад и фестиваль в День святого Патрика проводятся ежегодно с 2007 года.

### Ирландия
Праздник святого Патрика, как своего рода национальный праздник, праздновался ирландцами ещё в IX—X веках. Впоследствии святой Патрик получил статус небесного покровителя Ирландии, а в начале 1600-х годов по инициативе францисканского монаха Люка Уоддинга День святого Патрика был внесён в литургический год в римском обряде. Поскольку церковный календарь не имеет фиксированных дат Великого Поста и Пасхи, День святого Патрика, отмечаемый 17 марта, иногда приходился на время Страстной недели, как, например, в 1940 году, когда День Святого Патрика пришёлся на Вербное воскресение, и в 2008 году. Согласно действующему календарю, День святого Патрика не будет попадать на Страстную неделю до 2160 года. При этом светский праздник в День святого Патрика всегда отмечается 17 марта.
В 1903 году День святого Патрика стал официальным государственным праздником Ирландии, входившей в то время в состав Великобритании. Это произошло благодаря принятию британском парламентом Закона о банковских каникулах 1903 года, проект которого внёс ирландский парламентарий Джеймс О’Мара. По инициативе О’Мара позже был принят закон, согласно которому пабы и бары должны быть закрыты 17 марта (отменён в 1970-х). В Ирландском свободном государстве первый парад в честь Дня святого Патрика состоялся в Дублине в 1931 году под командованием тогдашнего министра обороны Десмонда Фитцджеральда.
В середине 1990-х правительство Ирландии начало кампанию использования Дня святого Патрика для пропаганды Ирландии и её культуры во всём мире. Для этого правительство создало рабочую группу под названием «Фестиваль святого Патрика», задачами которой являлись:

- создать национальный фестиваль с наивысшим в мире рейтингом среди национальных фестивалей;
- организовать в общенациональном масштабе развитие инноваций, творчества и маркетинга территории Ирландии с участием широких масс;
- предоставить возможность и создать мотивацию для этнических ирландцев (включая эмигрантов) принять участие в национальных торжествах;
- сформировать на международном уровне имидж Ирландии как творческой, профессиональной и одарённой страны мирового уровня.

— http://www.stpatricksfestival.ie/index.php/about
Первый фестиваль в честь Дня святого Патрика состоялся 17 марта 1996 года и с тех пор проводится ежегодно. В 1997 году он проходил в течение 3 дней, в 2000 году стал 4-дневным, к 2006 году 5-дневным. В 2009 году в фестивале приняло участие около 1 миллиона посетителей, принявших участие в торжествах, которые включали концерты, открытые театральные представления и фейерверк. Апофеозом фестиваля является шоу фейерверков Skyfest.
В 2004 году в рамках фестиваля к Дню святого Патрика прошёл симпозиум «Talking Irish», где широко обсуждалась природа ирландской идентичности, экономического успеха и будущего Ирландии. С самого начала цикла фестивалей, с 1996 года, организаторами празднеств делается акцент на формировании ирландской идентичности более, чем на идентичности, основанной на конфессиональной или этнической лояльности. Незадолго до Дня святого Патрика также проводится Неделя ирландского языка.
В Дублине и многих других городах и сёлах Ирландии в День святого Патрика проходят собственные парады и фестивали, в том числе в Корке, Белфасте, Дерри, Голуэе, Килкенни, Лимерике и Уотерфорде.
Самые большие торжества за пределами Дублина проходят в Даунпатрике, графство Даун где находится гипотетическая могила святого Патрика. В 2004 году, по данным местных властей, недельный фестиваль Святого Патрика посетило более 30 тысяч человек.
Самый короткий в мире парад в День святого Патрика проходит в Дрипси, графство Корк. Дистанция его составляет 100 ярдов (90 метров) и проходит между двух деревенских пабов.
Клерикальные лидеры Ирландии в последнее время выражают озабоченность по поводу чрезмерной секуляризации Дня святого Патрика. В мартовском выпуске журнала Word 2007 года, священник Винсент Туоми отметил: «Пора вернуть День святого Патрика, как церковное мероприятие». Он поставил под сомнение необходимость «бессмысленного разгула, подогретого алкоголем» и пришёл к выводу, что «настало время совместить благочестие и радость».
На следующий день после дня Святого Патрика в Ирландии и зарубежных диаспорах празднуют менее популярный День Шилы, чествуя Шилу, которая по разным легендам была или женой, или матерью Святого Патрика.

### Канада
В Монреале ежегодно проходит один из самых многолюдных парадов по случаю Дня святого Патрика в Северной Америке. Парады проводятся ежегодно без перерыва с 1824 года, а ежегодные празднества организованы с 1929 года организацией Объединённых Ирландцев Обществ Монреаля. Флаг Монреаля также включает в себя символ праздника — трилистник в правом нижнем квадранте.
В Манитобе Ирландская ассоциация Манитобы ежегодно проводит трёхдневный фестиваль музыки и культуры в дни, близкие к 17 марта.
В 2013 году общество CelticFest Vancouver Society организовало ежегодный фестиваль в Ванкувере, посвящённый кельтской культуре. Это мероприятие, включающее парад, происходит в уикенд, ближайший к Дню святого Патрика.
В Квебеке парад в День святого Патрика проходил регулярно с 1837 по 1926 год и восстановлен в 2010 году после 84-летнего перерыва. По этому случаю на праздник в качестве почётных гостей был приглашён оркестр нью-йоркской полиции.
В Торонто парад по случаю Дня святого Патрика проходит, по крайней мере, с 1863 года. Хоккейный клуб Торонто Мейпл Лифс с 1919 по 1927 год носил название Toronto St. Patricks, форма игроков была зелёного цвета. В 1999 году, когда Торонто Мэйпл Лифс играл в День Святого Патрика, его игроки носили ретро-форму 1920-х годов.
В Калгари в 2009 году на День святого Патрика на Башне Калгари белые светильники были заменены на новые зелёные компактные люминесцентные лампы. Приблизительно 210 светильников было заменено ко Дню Святого Патрика и размещено в форме шляпы лепрекона, а через неделю белые светильники были возвращены на место. Это позволили сэкономить администрации Башни Калгари около $ 12 тысяч.
Некоторые организации, в частности, компания Гиннесс, пытались пролоббировать в парламенте Канады инициативу сделать День святого Патрика национальным праздником Канады.

### Малайзия
Общество Святого Патрика штата Селангор, которое существует с 1925 года, ежегодно организует Бал святого Патрика, наиболее масштабное празднование Дня святого Патрика в Азии. Компания — производитель пива Guinness Anchor Berhad организует по случаю праздника 36 мероприятий по всей Малайзии, в частности в долине Кленг, Пинанге, Джохор-Бару, Малакке, Ипохе, Куантане, Кота-Кинабалу, Мири и Кучинге. Мероприятия проводятся в каждом кондоминиуме Малайзии. В кафе или культурном центре собираются все дети, проживающие в домах или апартаментах. Обычно они одеваются в зелёные наряды. Собираются дети разных религий, смотрят театрализованные постановки о жизни святого Патрика. Выступают в концерте — поют, танцуют, читают стихи. Праздник заканчивается общим угощением.

### Монтсеррат
Остров Монтсеррат в архипелаге Малые Антильские острова известен как «Изумрудный остров Карибского моря», на этом острове День святого Патрика с 1983 г. является государственным праздником. В этот день также отмечается годовщина неудачного восстания рабов 17 марта 1768 года.

### Россия

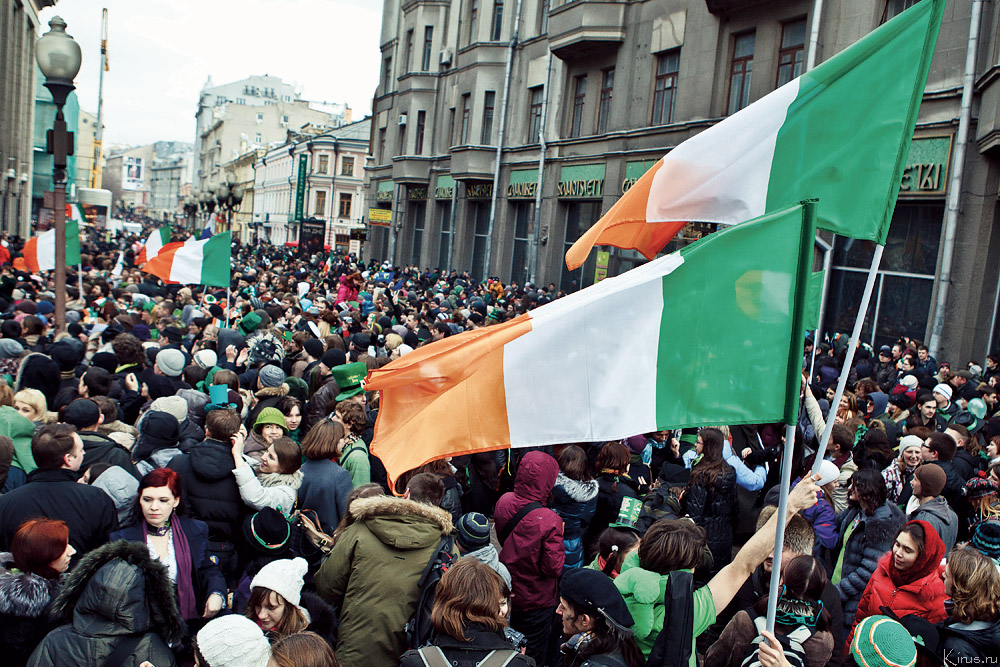
Празднование в Москве, 2012

Первый парад в честь Дня Святого Патрика в России прошёл в 1992 году в Москве. С 1999 года в России в рамках «Недели Ирландии», организуемой при поддержке посольства Ирландии в России, проходил ежегодный международный фестиваль «День святого Патрика», открывающийся Парадом святого Патрика в Москве и продолжающийся на многочисленных площадках Москвы, Санкт-Петербурга и других городов. В Москве парад проходил с наибольшим размахом: так во время празднования Дня святого Патрика перекрывалось движение по Новому Арбату, мэр города Юрий Лужков не раз участвовал в праздновании начиная с первого парада в честь этого праздника в 1992 году. Кроме того, мероприятие почтили своим присутствием лорд-мэр Дублина Эвелина Берн и другие высокие ирландские гости. И хотя сам день памяти святого приходится на 17 марта, в Москве шествие всегда назначалось на ближайшее к этой дате выходные дни. Официальная часть парада в Москве представляла собой парад в военном стиле и проводится совместно с правительством Москвы и посольством Ирландии в Москве. Неофициальный парад проводится волонтерами и напоминает карнавал. В 2014 году Неделя Ирландии в Москве проходила с 12 по 23 марта, включая День Святого Патрика 17 марта. Более 70 мероприятий, посвященных ирландской культуре, в Москве, Санкт-Петербурге, Екатеринбурге, Воронеже и Волгограде были спонсированы посольством Ирландии, правительством Москвы и другими организациями. Парад святого Патрика в Москве проводился в разных места столицы хотя историческим местом считается Старый Арбат, где первый парад прошел в 1992 году. В 2019 году последним согласованным администрацией Москвы местом проведения парада стал парк «Сокольники», и с тех пор официальный парад больше не проводился. Программа празднования Дня Святого Патрика в Москве стала состоять из разнообразных мероприятий «Недели Ирландии» — крупнейшего в данный момент фестиваля ирландской культуры в России, включающего в себя фестиваль ирландского кино, музыкальный фолк-фестиваль, танцевальное шоу, спектакли по ирландской драматургии и мифологии, образовательные лекции, семейную программу и вечеринки в ирландских пабах. В 2025 году Парад святого Патрика в Москве запланирован на 15 марта.
В Санкт-Петербурге ко Дню святого Патрика приурочен один из двух наиболее крупных ежегодных фестивалей кельтской танцевальной традиции (ирландские, шотландские и бретонские танцы). Второй приурочен к Самайну.
В 2017 году Русская православная церковь официально подтвердила, что Святой Патрик признается православным святым и включила его имя в месяцеслов некоторых «древних святых, подвизавшихся в западных странах» до великой схизмы, в том числе и «святителя Патрикия, просветителя Ирландии», день памяти которого будет отмечаться 17 (30) марта.

### США
День святого Патрика отмечается на североамериканском континенте, начиная с XVIII века. Первое празднование в Нью-Йорке прошло в таверне «Корона и чертополох» (англ. The Crown and Thistle Tavern) в 1756 году. В настоящее время День святого Патрика не является официальным праздником в большей части Соединённых Штатов, но широко отмечается по всей стране. В части штата Массачусетс 17 марта отмечается как День эвакуации, к этому празднику приурочены и торжества по случаю Дня святого Патрика. Церемонии включают многочисленные парады, пиршества, религиозные обряды и ношение одежды зелёного цвета. 
Широкой известностью в США пользуется празднование этого Дня (с сопутствующим фестивалем) в Даблине, штат Калифорния.

### Швейцария
День святого Патрика в Швейцарии отмечается 17 марта так же, как и в соседних странах Центральной Европы. При этом швейцарские студенты создали свою традицию праздновать в канун Дня святого Патрика, с распитием спиртных напитков и ношением одежды зелёного цвета. Самые популярные мероприятия проходят в районе Цюриха Aussersihl.

### Южная Корея
Корейская Ирландская ассоциация отмечает День святого Патрика с 1976 года в Сеуле. Парады и фестивали проходят в различных районах города.

### Япония
День святого Патрика отмечается во многих местах по всей Японии. Первое празднование состоялось в Токио в 1992 году и было организовано Ирландской сетью Японии (INJ). В настоящее время парады и другие мероприятия, связанные с Днём Святого Патрика, проходят на протяжении почти всего марта.